# Carl Ahlefeldt
Carl lensgreve (von) Ahlefeldt (25. april 1670 i Durkheim, Pfalz – 7. september 1722 på Gråsten Slot) var en holstensk adelsmand, dansk lensgreve af Langeland, herre af Rixingen og af Mørsberg, statholder i hertugdømmerne, overkammerherre, gehejmeråd, overstaldmester og overhofmester.
Carl Ahlefeldt var bygherre for Sorgenfri Slot, der blev opført 1705-06.
- Tranekær
- Gravenstein
- Sorgenfri